# Rhamnus microcarpa
Rhamnus microcarpa là một loài thực vật có hoa trong họ Táo. Loài này được Boiss. miêu tả khoa học đầu tiên.